# Liste der Dreitausender im Kaunergrat
Die Liste der Dreitausender im Kaunergrat listet alle Dreitausender im Kaunergrat in Tirol auf.
Die sortierbare Tabelle enthält neben der Höhe und der genauen Lage (Koordinaten) auch die Parameter Dominanz und Schartenhöhe.

## Gipfeldefinition
In der Tabelle werden sämtliche Gipfel über 3000 Meter Höhe berücksichtigt, die eine Schartenhöhe von mindestens 50 Metern aufweisen.
Gipfel, welche das obige Kriterium nicht erfüllen, werden auch nicht in der Liste geführt. Diejenigen davon, die offiziell benannt sind, finden sich in einer gesonderten Auflistung unterhalb der Tabelle.
Zwei unbenannte, mit Höhenkote versehene Gipfel übertreffen die Mindestschartenhöhe von 50 Metern: Ein Gipfel nördlich des Rostizkogels (in der Liste provisorisch mit K1 bezeichnet) und ein Gipfel westlich des Rostizkogels (in der Liste provisorisch mit K3 bezeichnet). Der inoffiziell K2 genannte Gipfel südlich des Rostizkogels erreicht nur eine Schartenhöhe von 43 Metern.

## Legende
- Rang: Rang, den der Gipfel unter den Dreitausendern einnimmt.
- Bild: Bild des Berges.
- Gipfel: Name des Gipfels.
- Höhe: Höhe des Berges in Metern über der Adria.
- Lage: Administrative Lage sowie Koordinaten des Gipfels
- Dominanz: Die Dominanz beschreibt den Radius des Gebietes, das der Berg überragt. Angegeben in Kilometern mit Bezugspunkt.
- Schartenhöhe: Die Schartenhöhe ist die Höhendifferenz zwischen Gipfelhöhe und der höchstgelegenen Einschartung, bis zu der man mindestens absteigen muss, um einen höheren Gipfel zu erreichen. Angegeben in Metern mit Bezugspunkt.

## Dreitausender im Kaunergrat
Durch Anklicken des Symbols im Tabellenkopf sind die jeweiligen Spalten sortierbar.
| Rang | Bild | Gipfel                 | Höhe         | Lage                       | Dominanz                       | Schartenhöhe                                  |
| ---- | ---- | ---------------------- | ------------ | -------------------------- | ------------------------------ | --------------------------------------------- |
| 01   |      | Watzespitze            | 3532 m ü. A. | Tirol 46° 59′ N, 10° 48′ O | 12,1 km → Hochvernagtspitze    | 488 m ↓ Ölgrubenjoch                          |
| 02   |      | Bliggspitze            | 3453 m ü. A. | Tirol 46° 55′ N, 10° 47′ O | 4,1 km → Hochvernagtspitze     | 386 m ↓ Scharte zum Wurmtaler Kopf            |
| 03   |      | Vordere Ölgrubenspitze | 3452 m ü. A. | Tirol 46° 55′ N, 10° 46′ O | 1,5 km → Bliggspitze           | 242 m ↓ Bliggschartl                          |
| 04   |      | Verpeilspitze          | 3423 m ü. A. | Tirol 47° 0′ N, 10° 48′ O  | 1,6 km → Watzespitze           | 403 m ↓ Schneeiges Madatschjoch               |
| 05   |      | Rostizkogel            | 3394 m ü. A. | Tirol 46° 58′ N, 10° 48′ O | 1,7 km → Watzespitze           | ca. 230 m ↓ Scharte zur Watzespitze           |
| 06   |      | Schwabenkopf           | 3378 m ü. A. | Tirol 47° 0′ N, 10° 48′ O  | 0,8 km → Verpeilspitze         | 182 m ↓ Schwabenjoch                          |
| 07   |      | Eiskastenspitze        | 3371 m ü. A. | Tirol 46° 56′ N, 10° 48′ O | 1,2 km → Bliggspitze           | 201 m ↓ Bliggjoch                             |
| 08   |      | Seekogel               | 3357 m ü. A. | Tirol 46° 58′ N, 10° 49′ O | 1,2 km → Rostizkogel           | ca. 140 m ↓ Scharte zum unbenannten Gipfel K1 |
| 09   |      | Rofelewand             | 3353 m ü. A. | Tirol 47° 2′ N, 10° 49′ O  | 3,3 km → Verpeilspitze         | 528 m ↓ Verpeiljoch                           |
| 10   |      | Löcherkogel            | 3324 m ü. A. | Tirol 46° 58′ N, 10° 47′ O | 1,0 km → Rostizkogel           | 241 m ↓ Rostizjoch                            |
| 11   |      | Hapmeskopf             | 3289 m ü. A. | Tirol 46° 57′ N, 10° 47′ O | 1,2 km → Löcherkogel           | ca. 130 m ↓ Scharte zum Löcherkogel           |
| 12   |      | unbenannter Gipfel K1  | 3288 m ü. A. | Tirol 46° 58′ N, 10° 48′ O | 0,6 km → Rostizkogel           | ca. 70 m ↓ Scharte zum Rostizkogel            |
| 13   |      | Gsallkopf              | 3277 m ü. A. | Tirol 47° 2′ N, 10° 48′ O  | 1,1 km → Rofelewand            | ca. 285 m ↓ Scharte zur Rofelewand            |
| 14   |      | Wurmtaler Kopf         | 3225 m ü. A. | Tirol 46° 56′ N, 10° 48′ O | 0,8 km → Eiskastenspitze       | 136 m ↓ Wurmtaler Joch                        |
| 15   |      | Seekarlesschneid       | 3207 m ü. A. | Tirol 46° 59′ N, 10° 49′ O | 1,4 km → Watzespitze           | ca. 90 m ↓ Scharte zur Watzespitze            |
| 16   |      | Totenkarköpfl          | 3193 m ü. A. | Tirol 47° 1′ N, 10° 49′ O  | 0,3 km → Rofelewand            | ca. 55 m ↓ Scharte zur Rofelewand             |
| 17   |      | Östlicher Sonnenkogel  | 3163 m ü. A. | Tirol 47° 1′ N, 10° 49′ O  | 0,4 km → Totenkarköpfl         | ca. 105 m ↓ Scharte zum Totenkarköpfl         |
| 18   |      | Mittlerer Sonnenkogel  | 3135 m ü. A. | Tirol 47° 1′ N, 10° 49′ O  | 0,4 km → Östlicher Sonnenkogel | ca. 130 m ↓ Scharte zum Östlichen Sonnenkogel |
| 19   |      | Gamezkogel             | 3126 m ü. A. | Tirol 47° 1′ N, 10° 50′ O  | 0,5 km → Östlicher Sonnenkogel | ca. 70 m ↓ Scharte zur Verpeilspitze          |
| 20   |      | Parstleswand           | 3096 m ü. A. | Tirol 47° 0′ N, 10° 49′ O  | 0,44 km → Verpeilspitze        | 68 m ↓ Scharte zur Verpeilspitze              |
| 21   |      | Vorderer Eiskastenkopf | 3086 m ü. A. | Tirol 46° 56′ N, 10° 49′ O | 0,7 km → Wurmtaler Kopf        | ca. 90 m ↓ Scharte zum Wurmtaler Kopf         |
| 22   |      | Großer Dristkogel      | 3058 m ü. A. | Tirol 47° 3′ N, 10° 48′ O  | 1,0 km → Gsallkopf             | ca. 160 m ↓ Scharte zum Gsallkopf             |
| 23   |      | Hochrinnegg            | 3058 m ü. A. | Tirol 47° 2′ N, 10° 47′ O  | 1,7 km → Gsallkopf             | ca. 100 m ↓ Scharte zum Gsallkopf             |
| 24   |      | unbenannter Gipfel K3  | 3042 m ü. A. | Tirol 46° 58′ N, 10° 47′ O | 0,5 km → Rostizkogel           | ca. 80 m ↓ Scharte zum Rostizkogel            |
| 25   |      | Brehnkogel             | 3025 m ü. A. | Tirol 47° 3′ N, 10° 48′ O  | 0,6 km → Gsallkopf             | ca. 160 m ↓ Scharte zum Gsallkopf             |
| 26   |      | Grubenkarspitze        | 3000 m ü. A. | Tirol 46° 57′ N, 10° 49′ O | 1,0 km → Wurmtaler Kopf        | ca. 120 m ↓ Scharte zum Wurmtaler Kopf        |

Weitere Dreitausender (mit weniger als 50 Metern Schartenhöhe):
- Ölgrubenkopf 3392 m
- Hinterer Eiskastenkopf 3299 m
- Mittlerer Eiskastenkopf 3259 m
- K2 3253 m
- Hoher Kogel 3047 m